# Thomas Kilby Smith
Thomas Kilby Smith (Boston, Massachusetts; 23 de septiembre de 1820 - Nueva York, Nueva York; 14 de diciembre de 1887) fue un abogado, soldado y diplomático del estado de Ohio que se desempeñó como general en el Ejército de la Unión durante la guerra civil estadounidense y luego en el Ejército de los Estados Unidos posterior a la guerra. 
Dirigió una brigada y luego una división en el Ejército de Tennessee en varias de las campañas más importantes del Teatro de Operaciones del Oeste antes de que problemas de salud lo obligaran a una serie de trabajos de oficina.

## Primeros años
Smith nació en Boston, Massachusetts el 23 de septiembre de 1820. Era el hijo mayor del Capitán George Smith y Eliza Bicker Walter. Tanto sus antepasados paternos como maternos fueron activos y destacados en la vida profesional y en el gobierno de Nueva Inglaterra.
Sus padres se mudaron a Cincinnati, Ohio en su primera infancia, donde fue educado en una escuela militar bajo Ormsby M. Mitchel, el astrónomo, y estudió derecho en la oficina del presidente del Tribunal Supremo, Salmon P. Chase. En 1853, el presidente Franklin Pierce lo nombró agente especial en el Departamento de Correos de Washington D. C., y más tarde mariscal de los Estados Unidos para el distrito sur de Ohio y secretario adjunto del condado de Hamilton.

## Guerra civil
Smith ingresó en el Ejército de la Unión el 9 de septiembre de 1861 como teniente coronel . Más adelante en ese año Smith fue comisionado como coronel de la recién levantada 54.ª Infantería de Ohio. Organizó el regimiento en Camp Dennison cerca de Cincinnati en el verano y otoño de 1861. En febrero de 1862, Smith y sus hombres fueron enviados a Paducah, Kentucky, donde se unieron a la división del Maj. general William T. Sherman.
Se destacó en la batalla de Shiloh el 6 y 7 de abril de 1862, asumiendo el mando de la Brigada de Stuart de la División de Sherman, durante el segundo día. Como comandante de una brigada en el XV y luego en el XVII Cuerpo de Ejército, él participó en todas las campañas del Ejército de Tennessee; estando también durante algunos meses en el servicio de personal con el General Ulysses S. Grant .
Fue comisionado como general de brigada de voluntarios el 11 de agosto de 1863. Smith fue asignado el 7 de marzo de 1864 al mando de la división destacada del XVII Cuerpo de Ejército y prestó un servicio distinguido durante la Expedición al Río Rojo, protegiendo la flota del Almirante David D. Porter después del desastre del ejército principal. Durante la campaña de Red River, ordenó la destrucción de la biblioteca y otros artículos en la Universidad Estatal de Luisiana, pero el edificio se salvó por pedido del Mayor General William T. Sherman, el primer superintendente de la escuela.
Su salud se deterioró y Smith fue relevado del servicio de campo el 17 de enero de 1865. Después de la caída de Mobile, Alabama, él asumió el mando del Departamento del Sur de Alabama y Florida, y luego del Correo y Distrito de Maine. Fue nombrado general de división por su servicio valiente y meritorio.

## Carrera posterior a la guerra
Después de la guerra se mudó a Torresdale, Filadelfia. En 1866, el presidente Andrew Johnson lo nombró cónsul de los Estados Unidos en Panamá. Hizo un inventario de las pertenencias personales de Julius H. Kroehl (el primer submarino de buceo profundo exitoso) cuando murió presumiblemente en las curvas de Panamá. En el momento de su muerte, se dedicaba al periodismo en la ciudad de Nueva York.
El 2 de mayo de 1848 él se casó con Elizabeth Budd, hija del Dr. William Budd McCullough y de Arabella Sanders Piatt, de Cincinnati. Era una mujer talentosa y devota, y por su influencia y la del venerable arzobispo Purcell él se convirtió al catolicismo algunos años antes de su muerte. Dejó cinco hijos y tres hijas.
Smith está enterrado en el cementerio de la iglesia de Santo Domingo en Torresdale, Filadelfia.
En 1911, se dedicó un busto de bronce de Smith del escultor Louis Milione en el Parque Militar Nacional de Vicksburg. Los hijos de Smith pagaron la placa y la donaron al parque.

## 54° Monumento de Infantería de Ohio
El monumento está ubicado en el Parque Militar Nacional de Vicksburg en Union Avenue aproximadamente a 150 yardas al sur de Grant Avenue. También un marcador que designa los asaltos del 19 de mayo de 1863 ubicado en la cresta en el lado sur de Graveyard Road 400 'al este de Stockade Redan. Esta unidad del coronel Thomas Kilby Smith y del general de brigada Joseph Andrew Jackson Lightburn (asumió el mando el 24 de mayo de 1863)  estuvo adscrita la 2.ª Brigada de la 2.ª División del mayor general Francis P. Blair, que era del XV Cuerpo del Ejército del mayor general William T. Sherman y fue comandado por el teniente coronel. Ciro W. Fisher.